# Тальжина
Тальжина — река в России, течёт по территории Новокузнецкого района Кемеровской области. Устье реки находится в 600 км по левому берегу реки Томь. Длина — 13 км (с Чёрной Тальжиной — 20 км). 
Исток Чёрной Тальжины находится около посёлка Тайжина. Своё название река приобретает после слияния Чёрной и Светлой Тальжины. Впадает в Томь у посёлка Атаманово. Правые притоки — Баевка, Берёзовый. Левые — Камышанка, Волков, Парфилов, Подмаричина, Светлая Тальжина.

## Данные водного реестра
По данным государственного водного реестра России относится к Верхнеобскому бассейновому округу, водохозяйственный участок реки — Томь от истока до города Новокузнецк, без реки Кондома, речной подбассейн реки — Томь. Речной бассейн реки — (Верхняя) Обь до впадения Иртыша.